# Jiří Skobla
Jiří Skobla (Prága, 1930. április 16. – Prága, 1978. november 18.) olimpiai bronzérmes, Európa-bajnok csehszlovák atléta, súlylökő.

## Pályafutása
1952-ben vett részt első alkalommal az olimpiai játékokon. Helsinkiben csak a kilencedik lett, két év múlva azonban megnyerte a berni Európa-bajnokságot. Az 1956-os olimpián a legjobb eredménnyel jutott túl a selejtezőkörön, majd a döntőben harmadik, bronzérmesként zárt két amerikai, Parry O'Brien és Bill Nieder mögött.
Az 1958-as stockholmi Európa-bajnokságon nem tudta megvédeni címét, és a harmadik helyen végzett. A római játékokon még elindult, azonban itt sem tudta megismételni eredményét, kilencedik lett.
1978. november 18-án, veserák következtében hunyt el. Feltételezések szerint a pályafutása alatt használt szteroidok okozhatták betegségét, ezt azonban nem bizonyították.

## Egyéni legjobbjai
- Súlylökés - 18,52 m (1957)

## Magánélete
Édesapja Jaroslav Skobla (1899 – 1959) olimpiai bajnok súlyemelő.